# لين فيذرستون
لين شونا فيذرستون (بالإنجليزية: Lynne Featherstone)‏ هي بارونة بريطانية في المجلس الخاص للمملكة المتحدة، وُلدت في 20 ديسمبر 1951، وهي عضو برلماني في حزب الديمقراطيين الأحرار، وعضو في مجلس اللوردات.
كانت عضوًا في هيئة لندن التشريعية في الفترة الممتدة من 2000 إلى 2005، وعضوًا في البرلمان عن دائرة هورنسبي ووود غرين ما بين عامي 2005 و2015، قبل ترشيحها للقب النبالة في قائمة ألقاب الشرف لحلّ البرلمان لعام 2015. في 20 أكتوبر، أصبحت البارونة فيذرستون لِهايغيت في مدينة هارينجي.
في ظل التحالف الديمقراطي الليبرالي-المحافِظ في عام 2010، عُينت وزيرة للوزارة الداخلية مع تكليفها مسؤولية المعلومات الجنائية والمساواة، قبل ترقيتها في عام 2012 لوزيرة مسؤولة عن التنمية الدولية. كانت في السابق المتحدثة الديمقراطية الليبرالية عن قضايا الشباب والمساواة، ورئيسة مجلس التكنولوجيا للديمقراطيين الليبراليين. ولكونها من استحدث قانون الزواج من نفس الجنس أثناء التحالف؛ بدأت فيذرستون المشاورة التي أجرتها حكومة المملكة المتحدة بشأن الزواج من نفس الجنس، وكانت أول سياسية تشارك في حملة آوت فور ماريج «خارج للزواج»، ثم عادت إلى وزارة الداخلية كوزيرة للدولة في نوفمبر 2014.
فقدت فيذرستون مقعدها البرلماني أمام كاثرين ويست مرشحة حزب العمل في عام 2015، ثم رشحها بعد ذلك نائب رئيس الوزراء السابق، الرايت أونرابل نيك كليغ،  للقب «النبالة مدى الحياة» في تكريم حلّ البرلمان لعام 2015. شغلت فيذرستون مقعدها كعضو في مجلس اللوردات في صفوف المعارضة البرلمانية في 26 نوفمبر 2015.

## نشأتها
وُلدت فيذرستون ونشأت في شمال لندن، وتلقت تعليمها في مدرسة هايغيت الابتدائية، ومدرسة ساوث هامستيد الثانوية المستقلة (التي صارت في ما بعد مدرسة للمنح المباشرة) وحصلت على دبلوم في الاتصالات والتصميم من جامعة أوكسفورد. وكان عمل أسرتها الذي أنشأه والداها هو سلسلة رينيس للإضاءة والمحال الكهربائية في لندن. وقد بيعت الشركة منذ أكثر من عقد.

### عضو في مجلس هارينغي في لندن 1998-2006
في عام 1998، انتُخبت فيذرستون عضوًا لمجلس هارينجي في لندن، ممثلةً لحي موسويل هيل. كانت هي وزميلاتها (جون أندرسن وجوليا غلين) أول ثلاثة ديمقراطيين ليبراليين يُنتخبون أعضاءً في المجالس البلدية. وأصبحت زعيمة حزب الديمقراطية الليبرالية (وبالتالي زعيمة المعارضة) في المجلس 1998-2003.
بالرغم من تخلّيها عن مجلس هارينجي قبل انتخابات مايو 2006، أثرت فيذرستون على الانتخابات المحلية لعام 2006 في هارينجي، حيث خُفّض حزب العمل من 25 إلى 3، مع انتخاب 30 عضوًا بمجلس حزب العمال، مقابل 27 من الديمقراطيين الليبراليين.

### عضو في هيئة لندن التشريعية 2000- 2005
كانت فيذرستون عضوًا في هيئة لندن التشريعية من عام 2000 حتى عام 2005، وخلال هذه الفترة، تولت رئاسة لجنة النقل التابعة لهيئة لندن التشريعية. كانت أيضًا عضوًا في هيئة شرطة العاصمة طوال سنواتها الخمسة في الهيئة التشريعية. ثم حلّ جوف بوب محلها كعضو في الهيئة.
روجها البعض كمرشح ديمقراطي ليبرالي مُحتمل لعمدة لندن في انتخابات 2008. استبعدت نفسها ردًا على استطلاع للرأي أُجري على موقع الصوت الديمقراطي الليبرالي، مشيرة إلى أنها ستدعم براين باديك من بين الأشخاص الآخرين في الاستطلاع.

## عضو في البرلمان
نافست فيذرستون بدايةً على مقعد هورنسبي وَ وود غرين في الانتخابات العامة التي أُجريت عام 1997، وحلت في المركز الثالث بفارق 25.998 صوتًا عن منافِستها الفائزة باربارا روش. ثم ناضلت مرة أخرى في الانتخابات العامة في عام 2001، فانتقلت إلى المركز الثاني مقللةً من أغلبية روش إلى 10.614 صوتًا. وفي أحد أكبر التقلبات في الانتخابات العامة لعام 2005، هزمت فيذرستون روش بأغلبية 2.395 صوتًا.
ألقت كلمتها الأولى في البرلمان في 24 مايو 2005. عينها تشارلز كينيدي كمتحدث رسمي للشؤون الداخلية للحزب الديمقراطي الليبرالي في عام 2005، وفي اللجنة المختارة لتدقيق الحسابات البيئية.

### أثر وفاة بيتر كونلي
بعد وفاة بيتر كونيلي، البالغ من العمر 17 شهرًا، شرع مجلس هارينجي في إجراء مراجعة داخلية لحسابات القضايا الخطيرة. وعلى الرغم من أن التقرير الفعلي اكتمل قبل أشهر؛ صدر الموجز التنفيذي للتقرير فور انتهاء قضية المحكمة الناتجة، وأُبقيت التفاصيل الكاملة للتقرير سرية. كانت فيذرستون شديدة الانتقاد لمجلس هارينجي، إذ كتبت: «التقيت شخصيًا بجورج ميهان وإيتا أودونوفان -رئيس مجلس هارنجي والرئيس التنفيذي- لطرح ثلاث قضايا مختلفة معهما، حيث كان النمط في كل حالة يبدو أن هارنجي يريد إلقاء اللوم على أي شخص يشكو بدلًا من النظر في الشكوى بجدية. لقد وُعدت باتخاذ إجراء، ولكن على الرغم من الطلبات المتكررة اللاحقة للحصول على أخبار حول التقدم، رُفض التعاون معي».
في نوفمبر 2008، في أسئلة رئيس الوزراء، طلبت فيذرستون من رئيس الوزراء أن يأمر بإجراء تحقيق في قضية كونلي. وكانت زعيمة الحزب الديمقراطي الليبرالي للمعارضة في مجلس هارينجي وقت مقتل فيكتوريا كليمبيي.

### النفقات
في أبريل 2007، طُلب من فيذرستون إعادة كميات كبيرة من القرطاسية البرلمانية بعد أن أمر مكتبها في مجلس العموم بمبلغ 22 ألف جنيه إسترليني في الشهر السابق في محاولة للتغلب على قواعد جديدة بشأن بدلات القرطاسية. ألقت فيذيرستون اللوم على أحد الموظفين في الحادث، وأعلنت أنها «لا تعرف شيئًا». وفي رسالة بريد إلكتروني مسربة، ذكر المسؤول البرلماني كليف هاريس أنه «من المثير للقلق تمامًا عندما ترى أن لين فيذيرستون أنفقت أكثر من 22 ألف جنيه إسترليني في شهر واحد، أي ما يعادل ثلاثة أعوام من السعر المحدد الجديد». وقالت فيذرستون في ما بعد إنها ستضع «إجراءات إدارية أفضل».
في مايو 2009، أُدرجت فيذرستون ضمن قائمة «القديسين» من قبل ديلي تلغراف في فضيحة النفقات.

## الجوائز
في عام 2006، أُدرجت فيرستون ضمن فئة «النجوم الصاعدة» ضمن جوائز القناة الرابعة السياسية لكنها لم تفز. رُشحت أيضًا لجائزة «امرأة العام» المرموقة.
رُشحت فيذرستون لنيل جائزة ستونوول السياسية للسنة في كل من عامي 2009 و2012 لعملها في دعم المساواة للمثليات والمثليين ومزدوجي الميول الجنسية. مُنحت لين جائزة ستونوول السياسية للسنة (معًا)، مجلة الموقف السياسية للسنة وحليف بينك نيوز لمبادرتها بشأن الزواج من نفس الجنس والعمل على حقوق المثليين.

## حياتها الشخصية
كان ابن أخيها مصابًا بالناعور وضحية لفضيحة الدم الملوث.
تزوجت من ستيفن فيذرستون في هارينجي في عام 1982، ولكنها انفصلت عنه في عام 1996؛ ولديهما طفلان.
تعيش فيذرستون في هايغيت، لندن.